# Bela Badia
Il formaggio da taglio Bela Badia (in tedesco: Schnittkäse Bela Badia) o più semplicemente Bela Badia è un formaggio italiano, riconosciuto quale prodotto agroalimentare tradizionale altoatesino.
Nonostante il nome evochi la Val Badia, viene in realtà prodotto in Val Pusteria, ed in particolare a Brunico, con latte vaccino (intero o parzialmente scremato) di montagna, proveniente da allevamenti sopra i 1000 m di altitudine.
È un formaggio da tavola di stagionatura breve (da 20 a 100 giorni di maturazione, tipicamente 30), morbido, caratterizzato da una occhiatura piccola e irregolare.